# حفار أوراق البندورة
حفار أوراق البندورة أو حفار أوراق الطماطم أو ناخرة أوراق الطماطة (باللاتينية: Tuta absoluta) آفة مدمرة للبندورة (الطماطم) منشؤها أمريكا الجنوبية. اعتبرت الحشرة مؤخرا تهديداً خطيراً لإنتاج البندورة (الطماطم) في أوروبا وحوض البحر الأبيض المتوسط والمشرق العربي بالذات حيث سببت خسائر كبيرة في الأردن وسوريا عام 2010. هذه الآفة المعروفة حديثاً من أمريكا الجنوبية وجدت على شواطئ البحر الأبيض المتوسط الموطن الجديد حيث يمكن أن يكون عدد الأجيال بين 10-12 جيل في السنة. يمكن لكل أنثى أن تضع من 250- 300 بيضة خلال حياتها. هذه الآفة هي عابرة الحدود ومدمرة على حد سواء لإنتاج البندورة المحمية أو المزروعة في الحقول المفتوحة. سجّلت الإصابة بحفار أوراق البندورة أيضًا على نباتات البطاطا والباذنجان والفاصولياء الشائعة.

## طبيعة الضرر
تحفر يرقة حفار أوراق البندورة في نصل الأوراق منتجة دهاليز كبيرة وتنتقل إلى الثمار حيث تحفر فيها مما تسبب في خسارة كبيرة في إنتاج البندورة في الزراعات المحمية والحقول المفتوحة. ويمكن أن تهاجم نباتات البندورة من فترة البادرات حتى الشتلات. يمكن أن تهاجم ابتداء من البرعم القمي والأوراق ثم الساق والأزهار والثمار طالما أن الأجزاء الهوائية موجودة بينما في نباتات البطاطا فقط للدرنات.
تفقد نباتات البندورة المصابة ما يصل إلى 80-100% من غلتها. قد سجلت على البندورة (سجلها منظمة وقاية النبات لأوربة وحوض المتوسط في 2005). أما على البطاطا فإن المركز الدولي لأبحاث البطاطاCIP (1996) اعتبر حفار أوراق البندورة من الآفات الرئيسية للأوراق حيث تحدث في المناطق الحارة من ارتفاعات منخفضة (أقل من 1000 متر).

## وصف الحشرة
الحشرة البالغة عبارة عن عثة. يبلغ طول الحشرة الكاملة من 5-7 ملم وعرض الجناح بين 8-10 ملم وقرون الاستشعار لديها مخرازية خيطية وتضع الإناث منها 250 بيضة خلال فترة حياتها. تتغذى اليرقات على أنسجة الورقة وتعمل حفراً غير منتظمة على سطح الورقة وضمنها. يمكن أن تصل الأضرار إلى 100 ٪. هذا الضرر للآفة يمكن يحدث في جميع مراحل دورة حياة البندورة. لحفار أوراق البندورة قدرة تكاثرية كبيرة تصل إلى 10-12 جيل في السنة في الظروف المناسبة. لا يمكن أن تدخل اليرقات في فترة السكون طالما أن الغذاء متوفر والحرارة مناسبة. يقضي حفار أوراق البندورة فترة البيات على هيئة بيض وعذراء وأفراد بالغين. الإناث البالغة قادرة على وضع مئات البيوض خلال فترة حياتها.

## مكافحة الآفة

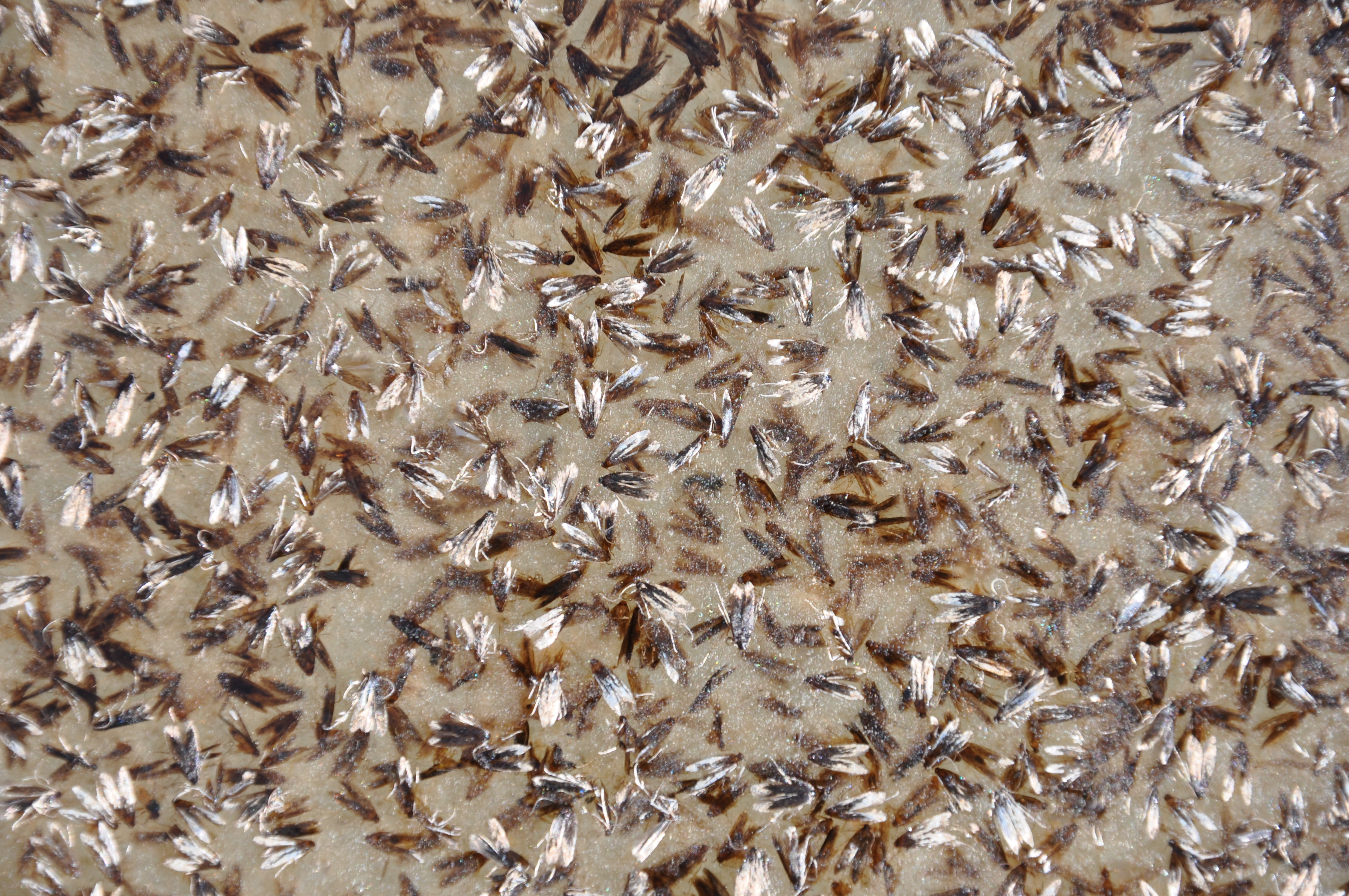
حفارات أوراق البندورة عالقة في فخ فيروموني مائي بأنطاليا في تركيا.

بما أن اليرقات تتغذى داخل النبات لذلك من الصعب تحقيق المكافحة الفعالة عبر تطبيق المبيدات الكيميائية بالطرق التقليدية. علاوة على ذلك تملك حفار أوراق البندورة القدرة على تطوير سلالات مقاومة بسرعة للمبيدات الكيميائية التي أثبتت فعاليتها في السابق. كما فشلت بعض مبيدات الحشرات الاصطناعية في فعاليتها التي سجلت في العديد من البلدان.
إنّ فعالية المكافحة الكيميائية محدودة جداً بسبب طبيعة ضرر الحشرة، وكذلك قدرتها على التطوير السريع لسلالات مقاومة. إنّ استخدام العوامل البيولوجية (الأحيائية) لا تزال إلى حد كبير في إطار التطوير ولم تصل بعد لمرحلة إمكانية مكافحة هذه الآفة سواء بشكل فعال وحدها أو من حيث التكلفة العالية مقابل فائدتها. تستخدم مصائد الفرمونات الجنسية كأداة للكشف المبكر والحصر العشوائي وتطبيق عمليات التطعيم (الجذب) والقتل عن طريق الفرمونات، وقد وجِدَت بانها ذات فعالية في السيطرة على حفار أوراق البندورة. تم وضع استراتيجيات الإدارة المتكاملة للآفات لمكافحة حفار أوراق البندورة. يمكن تطبيق العديد من المواد الفعالة في تركيبة مع تكتيكات المكافحة البيولوجية (الأحيائية) العقلانية.
جربت طريقة أثبتت كفاءة عالية، وهي الرش بمركب النيما بمعدل 2 لتر للفدان (5 لتر/هكتار)، وبعد الرش ب 24-36 ساعة يرش بالتركيبة الآتية نصف لتر ماتش +90 سم بروكليم على 600 لتر ماء.
تحتاج هذه الطريقة تعاوناً من جميع المزارعين للقضاء على الحشرة في كامل المنطقة، وإلا فستعود الحشرة خلال 24 ساعة.